# Wan Jen
Pour les articles homonymes, voir Jen.
Wan Jen est un réalisateur taiwanais.

## Biographie
Wan Jen est né à Taipei en 1950. Dans les années 1980, il a travaillé avec les réalisateurs de la Nouvelle Vague Taiwanaise tels que Hou Hsiao-hsien et Edward Yang. Les films de fiction qu'il réalise ensuite révèlent sa prédilection pour la critique humaniste, sociale et politique. Il est actuellement l'un des principaux réalisateurs taiwanais.
En 2010, il est président du jury international de la 16e édition du festival international des cinémas d'Asie de Vesoul.

## Filmographie
- 1983 : L'Homme-sandwich (兒子的大玩偶, The Sandwich Man) film collectif dont Wan Jen signe l'épisode The Taste of Apple
- 1983 : Ah Fei (油麻菜籽, Yóu má cài zǐ)
- 1985 : Super Citizen (超級市民, Chāojí shìmín)
- 1987 : Farewell to the Channel (惜別海岸, Xībié hǎi'àn)
- 1992 : The Story of Taipei Women (胭脂, Yānzhī)
- 1995 : Super Citizen Ko (超級大國民, Chāojí dà guómín)
- 1998 : Connexion by Fate (超級公民, Chāojí gōngmín)
- 2004 : Sacrificial Victims (大選民, Dàxuǎn mín)
- 2014 : It Takes Two to Tango (跨海跳探戈, Kuà hǎi tiào tàngē)